# Trionfo di Afrodite
Trionfo di Afrodite ist eine Kantate des deutschen Komponisten Carl Orff. Das etwa 45 Minuten lange „szenische Konzert“ (Orff) ist der letzte Teil des Triptychons Trionfi, dessen beide ersten Teile die Carmina Burana und die Catulli Carmina sind.

## Konzept, Entstehung
Orff hatte vom Frühjahr 1935 bis August 1936 eine szenische Kantate ausgearbeitet, die auf der mittelhochdeutschen lyrischen Dichtung der „Carmina Burana“ beruht. Als Ergänzungsstück dazu vollendete er 1943 das szenische Tanzspiel Catulli Carmina, das das Distichon Odi et amo des römischen Lyrikers Catull vertont. Als Finale entwarf er die Darstellung einer Hochzeitsfeier mit einem schließenden Trionfo (= Jubel) der Liebesgöttin und fasste die Stücke Anfang der 1950er Jahre zu einer Trilogie zusammen. Die Partitur des Trionfo di Afrodite entstand in den Jahren 1949 bis 1951. Der Zusammenschluss der drei selbständigen Werke unter dem Titel Trionfi, deren Entstehungszeit insgesamt mehr als zwei Jahrzehnte umfasst, weist auf Orffs Theateridee hin.

## Libretto, Handlung
Der lateinische und altgriechische Text von Trionfo di Afrodite basiert auf Dichtungen des Catull, der Sappho und des Euripides. Die Handlung ist eine antike Hochzeitsfeier, die mit dem Auftritt der Liebesgöttin Aphrodite endet.

## Uraufführung
Die Kantate wurde im Februar 1953 unter der Leitung von Herbert von Karajan an der Scala in Mailand uraufgeführt. Dabei wurde zusammen mit den Carmina Burana und den Catulli Carmina erstmals eine zusammenhängende Wiedergabe der drei Stücke des Triptychons dargeboten. Die Aufführung wurde als Misserfolg wahrgenommen und vom Publikum teils ausgebuht. Die Kritik bemängelte trotz hoher musikalischer Qualität fundamentale Missverständnisse in der szenischen Realisation der Aufführung, die der Konzeption des Komponisten nicht gerecht geworden sei.

## Besetzung
- Drei Soprane, zwei Tenöre, ein Bariton, ein Bass
- gemischter Chor
- Orchester: 3 Flöten (auch Piccoloflöte), 2 Oboen (auch 2 Englischhörner), 3 Klarinetten, 3 Fagotte, 1 Kontrafagott, 6 Hörner, 3 Trompeten, 3 Posaunen, 2 Tuben, 2 Harfen, 3 Gitarren, 3 Klaviere, Streicher, Schlagwerk (6 Pauken, 3 Glockenspiele, 1 Xylophon, 1 Marimbaphon, 1 Tenor-Xylophon, 4 Holzblocktrommeln, Kastagnetten, Triangel, 4 verschiedene Becken, Tamtam, Röhrenglocken, Tamburin, 2 kleine Trommeln (mit und ohne Schnarrsaite), 2 große Trommeln, Rasseln).

## Weiternutzung als Filmmusik
Die ungefragte Benutzung des Stücks als Filmmusik zur Schlusssequenz des skurrilen spanischen Horrorfilms La cabina von Antonio Mercero im Jahre 1972 führte zu einem juristischen Streit, in dem Carl Orff hohe Schadenersatzforderungen geltend machte. Letztlich gefiel ihm der Film jedoch so gut, dass die Auseinandersetzung außergerichtlich beigelegt werden konnte. Orff erscheint seither in den Credits des Films als Autor der Musik.